# NGC 3913
NGC 3913 (również IC 740, UGC 6813 lub PGC 37024) – galaktyka spiralna (Sd), znajdująca się w gwiazdozbiorze Wielkiej Niedźwiedzicy. Odkrył ją William Herschel 14 kwietnia 1789 roku.
W galaktyce tej zaobserwowano supernowe SN 1963J i SN 1979B.